# Ullångers kyrka
Ullångers kyrka är en kyrkobyggnad i Kramfors kommun. Den är församlingskyrka i Ullångers församling, Härnösands stift.

## Kyrkobyggnaden
Ursprungliga kyrkan uppfördes på medeltiden. På 1400-talet ersattes kyrkorummets platta trätak med tegelvalv. En ombyggnad och utvidgning genomfördes åren 1907-1909 efter ritningar av arkitekt Gustaf Hermansson. Kyrkan försågs då med torn, ett nytt kor, ny sakristia samt korsarmar åt norr och söder. 1935 uppfördes ett dop- & vigselkapell i kyrkans sydöstra hörn.
Den nuvarande orgeln byggdes 1992 av Johannes Menzels Orgelbyggeri AB.
| Man I. Huvudverk | Man II. Svällverk | Pedal       | Koppel |
| ---------------- | ----------------- | ----------- | ------ |
| Principal 8'     | Rörflöjt 8'       | Subbas 16'  | II/I   |
| Gedackt 8'       | Vox candida 8'    | Octavbas 8' | II/P   |
| Octava 4'        | Salicional 8'     | Koralbas 4' | I/P    |
| Täckflöjt 4'     | Unda maris 8'     | Fagott 16'  |        |
| Quinta 3'        | Principal 4'      |             |        |
| Octava 2'        | Tvärflöjt 4'      |             |        |
| Mixtur III       | Flöjt 2'          |             |        |
|                  | Quinta 1 1/3'     |             |        |
|                  | Oboe 8'           |             |        |
|                  | Tremulant         |             |        |

### Webbkällor
- Svenska Kyrkans webbplats
- byggnadspresentation